# Selci Križovljanski
Selci Križovljanski es una localidad de Croacia situada en el municipio de Cestica, en el condado de Varaždin. Según el censo de 2021, tiene una población de 145 habitantes.

## Demografía
| Gráfica de población de Selci Križovljanski 1857-2021              |
|                                                                    |
| Según los censos de población de la Oficina de Estadísticas Croata |